# Kleva, Björnlunda
Kleva är en herrgård i Björnlunda socken, Gnesta kommun.
Kleva omtalas i dokument första gången 1544 och var då ett skattehemman om 4 öresland, 1550 anges den inneha en skatteutjord i Näs, Gåsinge socken. Ännu 1573 upptas gården som skatte i jordeboken. Det har dock senare blivit frälsejord skall någon tid ha tillhört Lillie af Greger Mattssons ätt och en tid varit förlänad en von Köhlen. Det underkastades reduktionsanspråk men förklarades 1696 som frälse och kom från 1708 att tillhöra ätten Wijnbladh. som kom att äga Kleva fram till 1864. Det köptes därefter av sjökapten von Engelbrechten, som bedrev rederirörelse på Amerika, vilken ägde Kleva fram till 1888. 1888-1903 ägdes det av fabrikör Malmberg, 1903–1915 av bankdirektör Enell, och köptes därefter av släkten Seton.
Den äldre huvudbyggnaden som nu är flygel uppfördes på 1600-talet och tillbyggdes på 1700-talet. En mindre flygel uppfördes på 1860-talet och fungerade en tid som gårdsskola. 1916 uppfördes ett nytt corps de logi, men det förstördes i en brand 1922, och nuvarande säteribyggnad i två våningar uppfördes 1926.
Ett sågverk anlades vid säteriet på 1880-talet, först med ångdrift men från 1940 med elektrisk drift. Kvarn med såg avstyckades från säteriet 1906. Utgården Svednäs såldes från 1850 och 1906 avstyckades 18 fastigheter till självägande jordbrukare. Förutom ekonomibyggnader omfattar säteriet arrendatorsbostad och fyra arbetarbostäder.